# Marija Jaremczuk
Marija Nazariwna Jaremczuk (ukr. Марія Назарівна Яремчук; ur. 2 marca 1993 w Czerniowcach) – ukraińska piosenkarka.

## Życiorys

### Rodzina i edukacja
Jest córką śpiewaka estradowego Nazarija Jaremczuka. Sama śpiewa od szóstego roku życia.
W latach 2009–2013 studiowała na wydziale historii, politologii i polityki zagranicznej Czerniowieckiego Uniwersytetu Narodowego, jednocześnie uczęszczając do klasy wokalnej na Kijowskiej Gminnej Akademii Sztuki Cyrkowej i Estradowej.

### Kariera zawodowa
W 2012 została finalistą programu Hołos Krajiny i, jako reprezentantka Ukrainy, zajęła trzecie miejsce na festiwalu New Wave; udział w konkursie sfinansował jej Rinat Achmetow.
Pod koniec 2012 z utworem „Imagine” zajęła piąte miejsce w finale krajowych eliminacji do 58. Konkursu Piosenki Eurowizji. W maju 2014 roku, reprezentując Ukrainę z utworem „Tick-Tock”, zajęła szóste miejsce w finale 59. Konkursu Piosenki Eurowizji w Kopenhadze.
W styczniu 2015 wzięła udział w sesji zdjęciowej dla magazynu „Maxim”. Zdjęcia znalazły się w czerwcowym wydaniu tego czasopisma.

## Życie prywatne
Jej ulubionymi wykonawcami są: Elvis Presley, Freddie Mercury, Elton John, Whitney Houston, Maroon 5 i Iwo Bobul. Oprócz języka ukraińskiego zna angielski, niemiecki, włoski, rumuński i rosyjski, w którym, wbrew zmarłemu ojcu, wykonuje piosenki. Rozumie też język polski. Kibicuje FC Barcelonie, Szachtarowi Donieck i Dynamu Kijów. Jest osobą apolityczną, ale sympatyzuje z Partią Regionów.